# Rhadinella donaji
Rhadinella donaji — вид змій родини полозових (Colubridae). Ендемік Мексики.

## Поширення і екологія
Rhadinella donaji відомі за типовим зразком, зібраним у 1974 році в місцевості, розташованій у 13,6 км на південний захід від містечка Вілла Сола де Вега в штаті Оахака, на висоті 2195 м над рівнем моря. Типова місцевість являє собою карстовий скельний виступ з великою кількістю гострих вершин, порослий сосново-дубовим лісом.